# Poa paramoensis
Poa paramoensis är en gräsart som beskrevs av Simon Laegaard. Poa paramoensis ingår i släktet gröen, och familjen gräs. IUCN kategoriserar arten globalt som livskraftig. Inga underarter finns listade i Catalogue of Life.